# 舒瓦塞
舒瓦塞（法語：Choisey，法語發音：[ʃwazɛ]）是法国汝拉省的一个市镇，属于多勒区。

## 地理
舒瓦塞（47°3'46"N, 5°27'34"E）面积7.64 平方千米，位于法国勃艮第-弗朗什-孔泰大區汝拉省，该省份为法国东部内陆省份，北起上索恩省，西北接科多尔省，西临索恩-卢瓦尔省，南至安省，东与杜省和瑞士接壤。
与舒瓦塞接壤的市镇（或旧市镇、城区）包括：克里塞、当帕里、多勒、富什朗、热夫里。

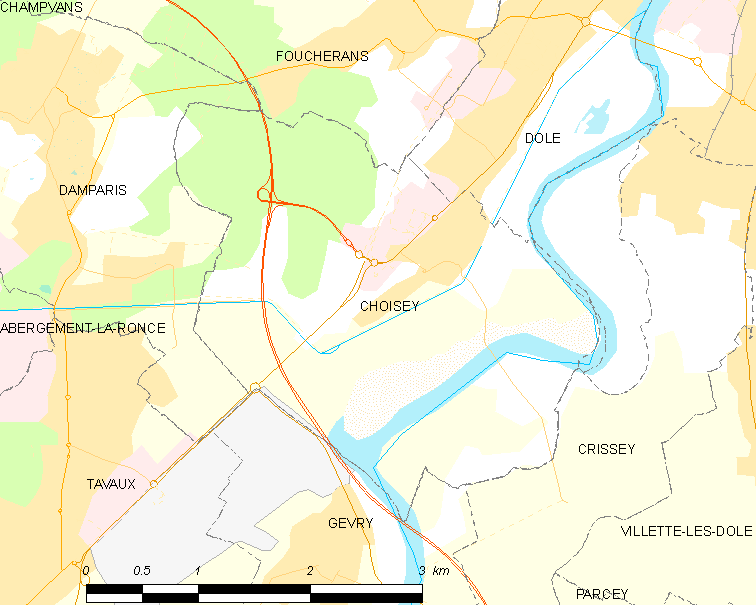
舒瓦塞的OSM定位图

舒瓦塞的时区为UTC+01:00、UTC+02:00（夏令时）。

## 行政
舒瓦塞的邮政编码为39100，INSEE市镇编码为39150。

## 政治
舒瓦塞所属的省级选区为多勒第二县。

## 人口

1962-2008年间舒瓦塞人口变化图示

舒瓦塞于2022年1月1日时的人口数量为1002人。